# Roodt
Roodt (en luxemburguès: Rued; en alemany: Roodt) és una vila de la comuna d'Ell, situada al districte de Diekirch del cantó de Redange. Està a uns 30 km de distància de la ciutat de Luxemburg.